# Crawfurdia arunachalensis
Crawfurdia arunachalensis är en gentianaväxtart som beskrevs av S.S.Dash, Rajib Gogoi och A.A.Mao.
Crawfurdia arunachalensis ingår i släktet Crawfurdia och familjen gentianaväxter. Inga underarter finns listade i Catalogue of Life.